# Lollapalooza Chile 2018
Lollapalooza Chile 2018 fue la octava edición del festival musical en dicho país, el cual se llevó a cabo en el parque O'Higgins de la ciudad de Santiago los días 16, 17 y 18 de marzo siendo por la primera vez que el festival se realizó en Chile en tres días.

## Desarrollo
El 3 de agosto la producción lanzó el anuncio de que por primera vez en la edición 2018 Lollapalooza se realizará en tres días. Se confirmó además que el festival tendrá siete escenarios y más de 100 artistas repartidos durante las tres jornadas de festival.
La segunda y tercera jornada sucedieron una serie de problemas logísticos debido a las tormentas que hubo en Buenos Aires y que retrasaron muchos vuelos de los artistas que venían al festival en Santiago. Esto ocasionó la reprogramación del festival en los escenarios principales, los cuales son los dos Mainstage y el Acer Stage. Entre los shows con problemas más destacables fueron, Oh Wonder que solo tocó canciones en acústico y piano debido a que sus instrumentos no llegaron a tiempo, Chance the Rapper que se retrasó su set debido al poco tiempo de montaje, The Neighbourhood que solo pudo tocar treinta minutos, Spoon que debió cambiar de día debido a sus problemas de montaje, entre muchos otros.
En el tercer día, Liam Gallagher se fue del escenario tras tocar cuatro canciones debido a problemas audiovisuales y por estar con una infección en su garganta lo cual le ocasionaba dolor para cantar.

## Line up
El cartel se dio a conocer el 27 de septiembre de 2017 con artistas como Pearl Jam, The Killers, Red Hot Chili Peppers, LCD Soundsystem, Lana del Rey, Imagine Dragons, entre otros. La edición 2018 tendrá un gran hito para el festival debido a que expandirá sus zonas interiores debido a que desde años anteriores el Parque O'Higgins comenzaba a hacerse chico por la gran cantidad de público que estaba asistiendo. El día 12 de marzo se confirmó que por problemas personales Tyler The Creator no podrá asistir al festival siendo este reemplazado por Aurora. 
| Viernes 16 de marzo | Viernes 16 de marzo     | Viernes 16 de marzo | Viernes 16 de marzo  | Viernes 16 de marzo | Viernes 16 de marzo | Viernes 16 de marzo |
| VTR Stage           | Itaú Stage              | Acer Stage          | Perry's Stage by VTR | Lotus Stage         | Kidzapalooza        | Aldea Verde Stage   |
| ------------------- | ----------------------- | ------------------- | -------------------- | ------------------- | ------------------- | ------------------- |
| Pearl Jam           | LCD Soundsystem         | Kygo                | Galantis             | De Kiruza           | 31 minutos          | Alex June           |
| The National        | David Byrne             | Aurora              | Dillon Francis       | Sinergia            | Olhaberry           | Tumu Tapu           |
| Milky Chance        | Los Jaivas              | Volbeat             | Alan Walker          | Maxi Vargas         | The Alive           | Hausi Kuta          |
| Ego Kill Talent     | Zoé                     | Bajofondo           | Cheat Codes          | The Ganjas          | Liberando Talento   |                     |
| Pedro Piedra        | Como Asesinar a Felipes | Lanza Internacional | Thomas Jack          | Cordillera          |                     |                     |
|                     |                         | Spiral Vortex       | Shoot The Radio      | Fuglar              |                     |                     |
|                     |                         |                     | Jordan Ferrer        |                     |                     |                     |
|                     |                         |                     | Hedo                 |                     |                     |                     |

| Sábado 17 de marzo    | Sábado 17 de marzo | Sábado 17 de marzo | Sábado 17 de marzo   | Sábado 17 de marzo  | Sábado 17 de marzo | Sábado 17 de marzo |
| VTR Stage             | Itaú Stage         | Acer Stage         | Perry's Stage by VTR | Lotus Stage         | Kidzapalooza       | Aldea Verde Stage  |
| --------------------- | ------------------ | ------------------ | -------------------- | ------------------- | ------------------ | ------------------ |
| Red Hot Chili Peppers | Imagine Dragons    | Camila Cabello     | Hardwell             | Vicente Sanfuentes  | 31 minutos         | El Búho            |
| Chance The Rapper     | Royal Blood        | Anderson Paak      | DVBBS                | Latin Bitman        | Deep Roy           | Matanza            |
| Mon Laferte           | Spoon              | Zara Larsson       | Alison Wonderland    | Movimiento Original | Los Frutantes      | DJ Nea             |
| Chancho en Piedra     | Las Pelotas        | Oh Wonder          | What so not          | Amilcar             | School of Rock     | Colores Musicales  |
| Alain Johannes Trío   | Santaferia         | Fernando Milagros  | Shiba San            | MKRNI               |                    |                    |
|                       |                    | Ceaese             | Mitú                 | Tentempiés          |                    |                    |
|                       |                    |                    | DJ Caso              |                     |                    |                    |
|                       |                    |                    | Rubio                |                     |                    |                    |

| Domingo 18 de marzo | Domingo 18 de marzo | Domingo 18 de marzo | Domingo 18 de marzo  | Domingo 18 de marzo | Domingo 18 de marzo         | Domingo 18 de marzo |
| VTR Stage           | Itaú Stage          | Acer Stage          | Perry's Stage by VTR | Lotus Stage         | Kidzapalooza                | Aldea Verde Stage   |
| ------------------- | ------------------- | ------------------- | -------------------- | ------------------- | --------------------------- | ------------------- |
| The Killers         | Lana del Rey        | Wiz Khalifa         | DJ Snake             | Matanza             | Laguna y el Río             | Zsanchos            |
| Liam Gallagher      | Khalid              | Mac Miller          | Yellow Claw          | El Búho             | Los Fi                      | Roman & Castro      |
| Metronomy           | The Neighbourhood   | Mac DeMarco         | Deorro               | Quique Neira        | Aventuras Del Barco Volador | Spiral Vortex       |
| Kaleo               | Damas Gratis        | Tash Sultana        | NGHTMRE              | Tiano Bless         |                             | MKRNI               |
| Moral Distraída     | Kuervos del Sur     | Kapitol             | Louis the Child      | Boom Boom Kid       |                             |                     |
|                     |                     | Camileazy           | Whethan              | Ribo                |                             |                     |
|                     |                     |                     | DJ Mel               | Solución Violeta    |                             |                     |

## Sideshows
| Artista(s)                            | Ubicación           | Fecha       |
| ------------------------------------- | ------------------- | ----------- |
| Rootz HiFi y SuppaStyle               | Club Subterráneo    | 14 de marzo |
| Cómo Asesinar a Felipes y Billy Gould | Bar de René         | 14 de marzo |
| Alain Johannes Trío                   | Club Subterráneo    | 15 de marzo |
| Volbeat                               | Teatro Teletón      | 15 de marzo |
| The Alive!                            | Bowlpark Mall Sport | 15 de marzo |
| El Búho                               | Teatro Alicia       | 17 de marzo |